# Carlos Ferro
Carlos Ferro (Mexikó, 1984. július 5. –) mexikói színész és rendező.

## Életpályája
1984. július 5-én született Mexikóban. Miamiban telepedett le.
Első szerepét a Dame Chocolate című telenovellában játszotta. Ezután megkapta az Ördögi körben Gregorio Ramírez szerepét. 2012-ben debütált rendezőként. Barátja, Yulián Díaz számára készített videóklipet.

## Filmográfia

### Televízió
| Év        | Eredeti cím                          | Magyar cím       | Szerep                         | Magyar hangja   |
| --------- | ------------------------------------ | ---------------- | ------------------------------ | --------------- |
| 2006      | Rebelde                              | Lázadó           |                                |                 |
| 2007      | Dame Chocalate                       |                  |                                |                 |
| 2009      | Más sabe el Diablo                   | Ördögi kör       | Gregorio Ramírez               | Varga Rókus     |
| 2010      | Perro amor                           |                  | Benny Caparroso 'El Pastelito' |                 |
| 2010-2011 | Eva Luna                             | Eva Luna         | Carlos Maldonado               | Joó Gábor       |
| 2011      | Mi corazón insiste... en Lola Volcán | Szalamandra      | Camilo Andrade                 | Gubányi György  |
| 2012      | Relaciones peligrosas                |                  | Sangtiago Madrazo              |                 |
| 2013      | De que te quiero, te quiero          |                  | Alonso Cortés                  |                 |
| 2014      | Reina de Corazones                   | Emlékezz, Reina! | Lázaro Leiva                   | Pálmai Szabolcs |
| 2015      | Bajo el mismo cielo                  |                  | Matías Morales                 |                 |
| 2016      | Vuelve temprano                      |                  |                                | Manuel          |
| 2017      | La Fiscal de hierro                  |                  |                                | Joaquin         |
| 2017      | Caer en tentación                    |                  | Santiago                       |                 |

### Film
| Év   | Eredeti Cím                        | Cím | Szerep           |
| ---- | ---------------------------------- | --- | ---------------- |
| 2010 | Más sabe el Diablo:El primer golpe |     | Gregorio Ramírez |

### Rendezőként
- 2012 Yulián Díaz: Dónde (videóklip)